# Pórszombat
Pórszombat is een plaats (község) en gemeente in het Hongaarse comitaat Zala. Pórszombat telt 362 inwoners (2001).